# Erich Pepřík
Erich Pepřík (25. listopadu 1922 Ostrava – 9. dubna 2017 Kroměříž) byl český římskokatolický kněz, který v letech 1989 až 1998 působil jako generální vikář olomoucké arcidiecéze.

## Život
Po absolvování Arcibiskupského gymnázia v Kroměříži v roce 1941 začal studium teologie v Olomouci, které od přelomu let 1942 a 1943 přerušilo jeho totální nasazení v Berlíně. Po druhé světové válce studia dokončil, 5. července 1946 byl vysvěcen na kněze a stal se kaplanem v Otrokovicích. Při pronásledování katolické církve byl v roce 1951 internován u pomocných technických praporů, kde setrval až do jejich zrušení v roce 1954. Následně působil jako kaplan ve Štípě (1954–1955) a poté jako administrátorem v Trnavě, kde se zasloužil mimo jiné o pozvednutí chrámového sboru, nová barevná okna v kněžišti kostela a nové varhany. Spolu se svými rodiči, kteří s ním bydleli na faře, však byl vystaven pronásledování ze strany komunistického režimu.
V roce 1963 byl přeložen do Dubicka, odkud administroval excurrendo také farnost Třeština, v roce 1975 do Horní Bečvy, a v roce 1981 do Vsetína, odkud spravoval excurrendo rovněž farnost Liptál. Od roku 1982 byl také děkanem vyškovského děkanátu. Biskup Vaňák jej v roce 1989 jmenoval generálním vikářem olomoucké arcidiecéze, jímž zůstal až do 31. října 1998 (od 1. července 1998 tuto funkci vykonával společně s Mons. Mgr. Milánem Koubou). V letech 1998–2009 byl notářem olomouckého arcibiskupství. Až do své smrti žil na odpočinku v kroměřížském klášteře Milosrdných sester sv. Kříže. Byl emeritním kanovníkem Metropolitní kapituly u svatého Václava v Olomouci, čestným kanovníkem Kolegiátní kapituly u svatého Mořice v Kroměříži (od 19. prosince 1989) a prelátem Jeho Svatosti.

## Dílo
- Erich Pepřík: Neboj se a pojď!, Jiří Miček, Vsetín 1999